# Sundhedsprofessionelle Studier
Sundhedsprofessionelle Studier er et dansk online tidsskrift.
Det udgiver fagprofessionelle artikler såvel som kvalitetsbedømte videnskabelige artikler.
Redaktører er Anita Haahr og Peter Errboe Jensen.
Fra tredje årgang i 2019 er tidsskriftet tilgængelig fra platformen tidsskrift.dk.
De fagprofessionelle artikler udgives gerne på dansk mens de videnskabelige artikler ses typisk på engelsk.
Sundhedsprofessionelle Studier har "fokus på sundhedsprofessionel og pædagogisk praksis inden for det sundhedsfaglige område".